# Шировецька сільська рада
Широве́цька сільська́ ра́да — адміністративно-територіальна одиниця та орган місцевого самоврядування в Хотинському районі Чернівецької області. Адміністративний центр — село Ширівці.

## Загальні відомості
- Населення ради: 3 548 осіб (станом на 2001 рік)

## Населені пункти
Сільській раді підпорядковані населені пункти:
- с. Ширівці
- с. Владична

## Склад ради
Рада складається з 20 депутатів та голови.
- Голова ради: Боднарюк Галина Іванівна
- Секретар ради: Скрипкіна Лідія Григорівна

### Керівний склад попередніх скликань
| Прізвище, ім'я, по батькові         | Основні відомості                                   | Дата обрання | Дата звільнення |
| ----------------------------------- | --------------------------------------------------- | ------------ | --------------- |
| Маслюковський Валерій Станіславович | Сільський голова, 1947 року народження              | 26.03.2006   | 31.10.2010      |
| Боднарюк Галина Іванівна            | Сільський голова, 1952 року народження, освіта вища | 31.10.2010   |                 |

Примітка: таблиця складена за даними сайту Верховної Ради України

### Депутати
За результатами місцевих виборів 2010 року депутатами ради стали:

#### За суб'єктами висування
| Суб'єкт висування               | Кількість обраних депутатів | %  |
| ------------------------------- | --------------------------- | -- |
| Партія регіонів                 | 9                           | 45 |
| Самовисування                   | 8                           | 40 |
| Політична партія «Наша Україна» | 2                           | 10 |
| Єдиний Центр                    | 1                           | 5  |

#### За округами
| № округу                        | Прізвище, ім'я, по батькові     | Дата визнання обраним | Освіта             | Партійна приналежність | Відомості про обраного депутата                               |
| ------------------------------- | ------------------------------- | --------------------- | ------------------ | ---------------------- | ------------------------------------------------------------- |
| Єдиний Центр                    |                                 |                       |                    |                        |                                                               |
| 10                              | Боднарюк Василь Федорович       | 04.11.2010            | середня            | позапартійний          | тимчасово не працює                                           |
| Партія регіонів                 |                                 |                       |                    |                        |                                                               |
| 1                               | Стоян Галина Дмитрівна          | 04.11.2010            | вища               | позапартійна           | Зарожани лікарня, лікар                                       |
| 7                               | Пастушак Василь Дементійович    | 04.11.2010            | середня            | позапартійний          | тимчасово не працює                                           |
| 9                               | Боднарюк Олександр Феодосійович | 04.11.2010            | середня            | позапартійний          | лісничий                                                      |
| 14                              | Стадник Лідія Василівна         | 04.11.2010            | вища               | позапартійна           | амбулаторія загальної практики — сімейної медицини, медсестра |
| 15                              | Томін Юрій Олександрович        | 04.11.2010            | вища               | позапартійний          | тимчасово не працює                                           |
| 16                              | Забуравкін Василь Петрович      | 04.11.2010            | вища               | член Партії регіонів   | пенсіонер                                                     |
| 17                              | Лазар Іван Васильович           | 04.11.2010            | середня            | позапартійний          | тимчасово не працює                                           |
| 18                              | Томін Василь Григорович         | 04.11.2010            | вища               | позапартійний          | Шировецька загальноосвітня школа, вчитель                     |
| 19                              | Храпатюк Володимир Васильович   | 04.11.2010            | середня            | позапартійний          | тимчасово не працює                                           |
| Політична партія «Наша Україна» |                                 |                       |                    |                        |                                                               |
| 6                               | Іллюк Віталій Сидорович         | 04.11.2010            | вища               | позапартійний          | приватний підприємець                                         |
| 8                               | Колодрібський Петро Васильович  | 04.11.2010            | вища               | позапартійний          | фермер                                                        |
| Самовисування                   |                                 |                       |                    |                        |                                                               |
| 2                               | Ватаманюк Володимир Сидорович   | 04.11.2010            | середня спеціальна | позапартійний          | тимчасово не працює                                           |
| 3                               | Капустяк В'ячеслав Васильович   | 04.11.2010            | вища               | позапартійний          | тимчасово не працює                                           |
| 4                               | Іллюк В'ячеслав Сидорович       | 04.11.2010            | вища               | позапартійний          | приватний підприємець                                         |
| 5                               | Колодрібська Галина Василівна   | 04.11.2010            | вища               | позапартійна           | Шировецька загальноосвітня школа, вчитель                     |
| 11                              | Скрипкіна Лідія Григорівна      | 09.01.2011            | вища               | позапартійна           | Сільська рада, секретар виконкому                             |
| 12                              | Балахтар Світлана Дмитрівна     | 04.11.2010            | вища               | позапартійна           | приватний підприємець                                         |
| 13                              | Середюк Зінаїда Василівна       | 04.11.2010            | вища               | позапартійна           | амбулаторія загальної практики — сімейної медицини, акушерка  |
| 20                              | Панчук Дмитро Григорович        | 04.11.2010            | середня            | позапартійний          | тимчасово не працює                                           |